# Erysiphopsis parnassiae
Erysiphopsis parnassiae är en svampart som beskrevs av Halst. 1899. Erysiphopsis parnassiae ingår i släktet Erysiphopsis, divisionen sporsäcksvampar och riket svampar.   Inga underarter finns listade i Catalogue of Life.